# 慎召民
慎召民（20世纪—）， 浙江省湖州市人，中国当代著名巨笔书法家。
2006年，在多哈亚运会闭幕式的“广州十分钟”表演上，用一支30多公斤重的湖笔，写下“和谐亚洲”四个硕大汉字，每个字大约16平方米。2001年，他在首届“国际湖笔文化节”上用163斤的巨笔在600平方米的绸幅上书写“湖笔”二字，获得上海大世界基尼斯中国之最证书，纪录保持至今。
1. ↑  . dsjjns.com.   [2022-03-18]. （原始内容存档于2022-03-18）.